# Zbudská Belá
Zbudská Belá (in ungherese Izbugyabéla) è un comune della Slovacchia facente parte del distretto di Medzilaborce, nella regione di Prešov. Acquisì notorietà nel 2003, in seguito all'acquisto di una casa da parte di Hector Arnald Brusmanwater, ex deputato della Virginia.